# Bibiyergou
Bibiyergou este o comună rurală din departamentul Tillabéri, regiunea Tillabéri, Niger, cu o populație de 2.187 de locuitori (2001).